# Pirttikari (ö i Norra Österbotten, lat 65,47, long 25,33)
Pirttikari är en ö i Finland.   Den ligger i kommunen Ijo i landskapet Norra Österbotten, i den centrala delen av landet, 600 km norr om huvudstaden Helsingfors.